# 邦格乌拉
邦格乌拉（Bangura），是印度奥里萨邦Kendujhar县的一个城镇。总人口5168（2001年）。

## 人口
该地2001年总人口5168人，其中男性2679人，女性2489人；0—6岁人口730人，其中男381人，女349人；识字率57.45%，其中男性为68.68%，女性为45.36%。